# Route d'Occitanie 2019
La 43e édition de la Route d'Occitanie a lieu du 20 au 23 juin 2019. Elle fait partie du calendrier UCI Europe Tour 2019 en catégorie 2.1. Il s'agit de la deuxième édition sous ce nom, la course s'appelant auparavant « Route du Sud ». 

## Présentation

### Parcours
Le parcours, sur quatre étapes, comptent 2 étapes en ligne vallonnées, une étape de montagne, ainsi qu'une étape en circuit, traversant plusieurs départements de la région Occitanie.

### Équipes
| WorldTeams (5)- AG2R La Mondiale - EF Education First - Groupama-FDJ - Movistar Team - Ineos Équipes continentales professionnelles (9)- Bardiani CSF - Caja Rural-Seguros RGA - Cofidis, Solutions Crédits - Delko-Marseille Provence - Euskadi Basque Country-Murias - Israel Cycling Academy - Arkéa-Samsic - Total Direct Énergie - Vital Concept-B&B Hotels Équipes continentales (4)- Interpro Cycling Academy - Natura4Ever-Roubaix Lille Métropole - Saint Michel-Auber 93 - Bike Aid |
| |

## Étapes
| Étape     | Date    | Villes étapes                               | type                      | Distance (km) | Vainqueur d'étape  | Leader du classement général |
| --------- | ------- | ------------------------------------------- | ------------------------- | ------------- | ------------------ | ---------------------------- |
| 1re étape | 20 juin | Gignac – Saint-Geniez-d'Olt                 | étape de moyenne montagne | 175,5         | Alejandro Valverde | Alejandro Valverde           |
| 2e étape  | 21 juin | Labruguière – Martres-Tolosane              | étape vallonnée           | 187,7         | Arnaud Démare      | Alejandro Valverde           |
| 3e étape  | 22 juin | Arreau – Bagnères-de-Luchon                 | étape de montagne         | 173           | Iván Sosa          | Alejandro Valverde           |
| 4e étape  | 24 juin | Clermont-Pouyguillès – Clermont-Pouyguillès | étape vallonnée           | 154,8         | Arnaud Démare      | Alejandro Valverde           |

### 1reétape
| \| Classement de l'étape \| Classement de l'étape \| Classement de l'étape \| Classement de l'étape \| Classement de l'étape \| \| Coureur \| Coureur \| Pays \| Équipe \| Temps \| \| --------------------- \| --------------------- \| --------------------- \| ---------------------- \| --------------------- \| \| 1er \| Alejandro Valverde \| Espagne \| Movistar Team \| 4 h 44 min 01 s \| \| 2e \| Eddie Dunbar \| Irlande \| Team Ineos \| + 0 s \| \| 3e \| Élie Gesbert \| France \| Arkéa-Samsic \| + 2 s \| \| 4e \| Rigoberto Urán \| Colombie \| EF Education First \| + 2 s \| \| 5e \| Tony Gallopin \| France \| AG2R La Mondiale \| + 2 s \| \| 6e \| Iván Sosa \| Colombie \| Team Ineos \| + 2 s \| \| 7e \| Alex Aranburu \| Espagne \| Caja Rural-Seguros RGA \| + 8 s \| \| 8e \| Rein Taaramäe \| Estonie \| Total Direct Énergie \| + 10 s \| \| 9e \| Giovanni Carboni \| Italie \| Bardiani CSF \| + 35 s \| \| 10e \| Pavel Sivakov \| Russie \| Team Ineos \| + 35 s \| |                    |          |                        |                 |
| |                    |          |                        |                 |
| Source : ProCyclingStats |                    |          |                        |                 |
| Classement de l'étape |                    |          |                        |                 |
| Coureur | Coureur            | Pays     | Équipe                 | Temps           |
| 1er | Alejandro Valverde | Espagne  | Movistar Team          | 4 h 44 min 01 s |
| 2e | Eddie Dunbar       | Irlande  | Team Ineos             | + 0 s           |
| 3e | Élie Gesbert       | France   | Arkéa-Samsic           | + 2 s           |
| 4e | Rigoberto Urán     | Colombie | EF Education First     | + 2 s           |
| 5e | Tony Gallopin      | France   | AG2R La Mondiale       | + 2 s           |
| 6e | Iván Sosa          | Colombie | Team Ineos             | + 2 s           |
| 7e | Alex Aranburu      | Espagne  | Caja Rural-Seguros RGA | + 8 s           |
| 8e | Rein Taaramäe      | Estonie  | Total Direct Énergie   | + 10 s          |
| 9e | Giovanni Carboni   | Italie   | Bardiani CSF           | + 35 s          |
| 10e | Pavel Sivakov      | Russie   | Team Ineos             | + 35 s          |

| \| Classement général \| Classement général \| Classement général \| Classement général \| Classement général \| \| Coureur \| Coureur \| Pays \| Équipe \| Temps \| \| ------------------ \| ------------------ \| ------------------ \| ---------------------- \| ------------------ \| \| 1er \| Alejandro Valverde \| Espagne \| Movistar Team \| 4 h 43 min 51 s \| \| 2e \| Eddie Dunbar \| Irlande \| Team Ineos \| + 4 s \| \| 3e \| Élie Gesbert \| France \| Arkéa-Samsic \| + 8 s \| \| 4e \| Rigoberto Urán \| Colombie \| EF Education First \| + 12 s \| \| 5e \| Tony Gallopin \| France \| AG2R La Mondiale \| + 12 s \| \| 6e \| Iván Sosa \| Colombie \| Team Ineos \| + 12 s \| \| 7e \| Alex Aranburu \| Espagne \| Caja Rural-Seguros RGA \| + 17 s \| \| 8e \| Rein Taaramäe \| Estonie \| Total Direct Énergie \| + 20 s \| \| 9e \| Giovanni Carboni \| Italie \| Bardiani CSF \| + 44 s \| \| 10e \| Pavel Sivakov \| Russie \| Team Ineos \| + 44 s \| |                    |          |                        |                 |
| |                    |          |                        |                 |
| Source : ProCyclingStats |                    |          |                        |                 |
| Classement général |                    |          |                        |                 |
| Coureur | Coureur            | Pays     | Équipe                 | Temps           |
| 1er | Alejandro Valverde | Espagne  | Movistar Team          | 4 h 43 min 51 s |
| 2e | Eddie Dunbar       | Irlande  | Team Ineos             | + 4 s           |
| 3e | Élie Gesbert       | France   | Arkéa-Samsic           | + 8 s           |
| 4e | Rigoberto Urán     | Colombie | EF Education First     | + 12 s          |
| 5e | Tony Gallopin      | France   | AG2R La Mondiale       | + 12 s          |
| 6e | Iván Sosa          | Colombie | Team Ineos             | + 12 s          |
| 7e | Alex Aranburu      | Espagne  | Caja Rural-Seguros RGA | + 17 s          |
| 8e | Rein Taaramäe      | Estonie  | Total Direct Énergie   | + 20 s          |
| 9e | Giovanni Carboni   | Italie   | Bardiani CSF           | + 44 s          |
| 10e | Pavel Sivakov      | Russie   | Team Ineos             | + 44 s          |

### 2eétape
| \| Classement de l'étape \| Classement de l'étape \| Classement de l'étape \| Classement de l'étape \| Classement de l'étape \| \| Coureur \| Coureur \| Pays \| Équipe \| Temps \| \| --------------------- \| --------------------- \| --------------------- \| ------------------------ \| --------------------- \| \| 1er \| Arnaud Démare \| France \| Groupama-FDJ \| 4 h 50 min 13 s \| \| 2e \| Christopher Lawless \| Royaume-Uni \| Team Ineos \| + 0 s \| \| 3e \| Moreno Hofland \| Pays-Bas \| EF Education First \| + 0 s \| \| 4e \| Sacha Modolo \| Italie \| EF Education First \| + 0 s \| \| 5e \| David González López \| Espagne \| Caja Rural-Seguros RGA \| + 0 s \| \| 6e \| Evaldas Šiškevičius \| Lituanie \| Delko Marseille Provence \| + 0 s \| \| 7e \| José Joaquín Rojas \| Espagne \| Movistar Team \| + 0 s \| \| 8e \| Julien Duval \| France \| AG2R La Mondiale \| + 0 s \| \| 9e \| Michael Bresciani \| Italie \| Bardiani CSF \| + 0 s \| \| 10e \| Lorrenzo Manzin \| France \| Vital Concept-B&B Hotels \| + 0 s \| |                      |             |                          |                 |
| |                      |             |                          |                 |
| Source : ProCyclingStats |                      |             |                          |                 |
| Classement de l'étape |                      |             |                          |                 |
| Coureur | Coureur              | Pays        | Équipe                   | Temps           |
| 1er | Arnaud Démare        | France      | Groupama-FDJ             | 4 h 50 min 13 s |
| 2e | Christopher Lawless  | Royaume-Uni | Team Ineos               | + 0 s           |
| 3e | Moreno Hofland       | Pays-Bas    | EF Education First       | + 0 s           |
| 4e | Sacha Modolo         | Italie      | EF Education First       | + 0 s           |
| 5e | David González López | Espagne     | Caja Rural-Seguros RGA   | + 0 s           |
| 6e | Evaldas Šiškevičius  | Lituanie    | Delko Marseille Provence | + 0 s           |
| 7e | José Joaquín Rojas   | Espagne     | Movistar Team            | + 0 s           |
| 8e | Julien Duval         | France      | AG2R La Mondiale         | + 0 s           |
| 9e | Michael Bresciani    | Italie      | Bardiani CSF             | + 0 s           |
| 10e | Lorrenzo Manzin      | France      | Vital Concept-B&B Hotels | + 0 s           |

| \| Classement général \| Classement général \| Classement général \| Classement général \| Classement général \| \| Coureur \| Coureur \| Pays \| Équipe \| Temps \| \| ------------------ \| ------------------ \| ------------------ \| ---------------------- \| ------------------ \| \| 1er \| Alejandro Valverde \| Espagne \| Movistar Team \| 9 h 34 min 04 s \| \| 2e \| Eddie Dunbar \| Irlande \| Team Ineos \| + 4 s \| \| 3e \| Élie Gesbert \| France \| Arkéa-Samsic \| + 8 s \| \| 4e \| Tony Gallopin \| France \| AG2R La Mondiale \| + 12 s \| \| 5e \| Iván Sosa \| Colombie \| Team Ineos \| + 12 s \| \| 6e \| Rigoberto Urán \| Colombie \| EF Education First \| + 12 s \| \| 7e \| Alex Aranburu \| Espagne \| Caja Rural-Seguros RGA \| + 17 s \| \| 8e \| Rein Taaramäe \| Estonie \| Total Direct Énergie \| + 20 s \| \| 9e \| Giovanni Carboni \| Italie \| Bardiani CSF \| + 44 s \| \| 10e \| Pavel Sivakov \| Russie \| Team Ineos \| + 44 s \| |                    |          |                        |                 |
| |                    |          |                        |                 |
| Source : ProCyclingStats |                    |          |                        |                 |
| Classement général |                    |          |                        |                 |
| Coureur | Coureur            | Pays     | Équipe                 | Temps           |
| 1er | Alejandro Valverde | Espagne  | Movistar Team          | 9 h 34 min 04 s |
| 2e | Eddie Dunbar       | Irlande  | Team Ineos             | + 4 s           |
| 3e | Élie Gesbert       | France   | Arkéa-Samsic           | + 8 s           |
| 4e | Tony Gallopin      | France   | AG2R La Mondiale       | + 12 s          |
| 5e | Iván Sosa          | Colombie | Team Ineos             | + 12 s          |
| 6e | Rigoberto Urán     | Colombie | EF Education First     | + 12 s          |
| 7e | Alex Aranburu      | Espagne  | Caja Rural-Seguros RGA | + 17 s          |
| 8e | Rein Taaramäe      | Estonie  | Total Direct Énergie   | + 20 s          |
| 9e | Giovanni Carboni   | Italie   | Bardiani CSF           | + 44 s          |
| 10e | Pavel Sivakov      | Russie   | Team Ineos             | + 44 s          |

### 3eétape
| \| Classement de l'étape \| Classement de l'étape \| Classement de l'étape \| Classement de l'étape \| Classement de l'étape \| \| Coureur \| Coureur \| Pays \| Équipe \| Temps \| \| --------------------- \| ---------------------------- \| --------------------- \| ----------------------------- \| --------------------- \| \| 1er \| Iván Sosa \| Colombie \| Team Ineos \| 4 h 54 min 47 s \| \| 2e \| Alejandro Valverde \| Espagne \| Movistar Team \| + 0 s \| \| 3e \| Rigoberto Urán \| Colombie \| EF Education First \| + 3 s \| \| 4e \| Óscar Rodríguez Garaicoechea \| Espagne \| Euskadi Basque Country-Murias \| + 19 s \| \| 5e \| Joe Dombrowski \| États-Unis \| EF Education First \| + 24 s \| \| 6e \| Tony Gallopin \| France \| AG2R La Mondiale \| + 24 s \| \| 7e \| Eddie Dunbar \| Irlande \| Team Ineos \| + 34 s \| \| 8e \| Giovanni Carboni \| Italie \| Bardiani CSF \| + 40 s \| \| 9e \| Valentin Madouas \| France \| Groupama-FDJ \| + 1 min 24 s \| \| 10e \| Nans Peters \| France \| AG2R La Mondiale \| + 1 min 31 s \| |                              |            |                               |                 |
| |                              |            |                               |                 |
| Source : ProCyclingStats |                              |            |                               |                 |
| Classement de l'étape |                              |            |                               |                 |
| Coureur | Coureur                      | Pays       | Équipe                        | Temps           |
| 1er | Iván Sosa                    | Colombie   | Team Ineos                    | 4 h 54 min 47 s |
| 2e | Alejandro Valverde           | Espagne    | Movistar Team                 | + 0 s           |
| 3e | Rigoberto Urán               | Colombie   | EF Education First            | + 3 s           |
| 4e | Óscar Rodríguez Garaicoechea | Espagne    | Euskadi Basque Country-Murias | + 19 s          |
| 5e | Joe Dombrowski               | États-Unis | EF Education First            | + 24 s          |
| 6e | Tony Gallopin                | France     | AG2R La Mondiale              | + 24 s          |
| 7e | Eddie Dunbar                 | Irlande    | Team Ineos                    | + 34 s          |
| 8e | Giovanni Carboni             | Italie     | Bardiani CSF                  | + 40 s          |
| 9e | Valentin Madouas             | France     | Groupama-FDJ                  | + 1 min 24 s    |
| 10e | Nans Peters                  | France     | AG2R La Mondiale              | + 1 min 31 s    |

| \| Classement général \| Classement général \| Classement général \| Classement général \| Classement général \| \| Coureur \| Coureur \| Pays \| Équipe \| Temps \| \| ------------------ \| ---------------------------- \| ------------------ \| ----------------------------- \| ------------------ \| \| 1er \| Alejandro Valverde \| Espagne \| Movistar Team \| 14 h 28 min 45 s \| \| 2e \| Iván Sosa \| Colombie \| Team Ineos \| + 8 s \| \| 3e \| Rigoberto Urán \| Colombie \| EF Education First \| + 17 s \| \| 4e \| Tony Gallopin \| France \| AG2R La Mondiale \| + 42 s \| \| 5e \| Eddie Dunbar \| Irlande \| Team Ineos \| + 45 s \| \| 6e \| Giovanni Carboni \| Italie \| Bardiani CSF \| + 1 min 30 s \| \| 7e \| Joe Dombrowski \| États-Unis \| EF Education First \| + 1 min 48 s \| \| 8e \| Pavel Sivakov \| Russie \| Team Ineos \| + 2 min 26 s \| \| 9e \| Nans Peters \| France \| AG2R La Mondiale \| + 2 min 32 s \| \| 10e \| Óscar Rodríguez Garaicoechea \| Espagne \| Euskadi Basque Country-Murias \| + 2 min 42 s \| |                              |            |                               |                  |
| |                              |            |                               |                  |
| Source : ProCyclingStats |                              |            |                               |                  |
| Classement général |                              |            |                               |                  |
| Coureur | Coureur                      | Pays       | Équipe                        | Temps            |
| 1er | Alejandro Valverde           | Espagne    | Movistar Team                 | 14 h 28 min 45 s |
| 2e | Iván Sosa                    | Colombie   | Team Ineos                    | + 8 s            |
| 3e | Rigoberto Urán               | Colombie   | EF Education First            | + 17 s           |
| 4e | Tony Gallopin                | France     | AG2R La Mondiale              | + 42 s           |
| 5e | Eddie Dunbar                 | Irlande    | Team Ineos                    | + 45 s           |
| 6e | Giovanni Carboni             | Italie     | Bardiani CSF                  | + 1 min 30 s     |
| 7e | Joe Dombrowski               | États-Unis | EF Education First            | + 1 min 48 s     |
| 8e | Pavel Sivakov                | Russie     | Team Ineos                    | + 2 min 26 s     |
| 9e | Nans Peters                  | France     | AG2R La Mondiale              | + 2 min 32 s     |
| 10e | Óscar Rodríguez Garaicoechea | Espagne    | Euskadi Basque Country-Murias | + 2 min 42 s     |

### 4eétape
| \| Classement de l'étape \| Classement de l'étape \| Classement de l'étape \| Classement de l'étape \| Classement de l'étape \| \| Coureur \| Coureur \| Pays \| Équipe \| Temps \| \| --------------------- \| --------------------- \| --------------------- \| ----------------------------- \| --------------------- \| \| 1er \| Arnaud Démare \| France \| Groupama-FDJ \| 3 h 35 min 57 s \| \| 2e \| Sacha Modolo \| Italie \| EF Education First \| + 0 s \| \| 3e \| Julien Simon \| France \| Cofidis, Solutions Crédits \| + 0 s \| \| 4e \| David González López \| Espagne \| Caja Rural-Seguros RGA \| + 0 s \| \| 5e \| José Joaquín Rojas \| Espagne \| Movistar Team \| + 0 s \| \| 6e \| Anthony Maldonado \| France \| Saint Michel-Auber 93 \| + 0 s \| \| 7e \| Julien El Fares \| France \| Delko Marseille Provence \| + 0 s \| \| 8e \| Sergey Chernetskiy \| Russie \| Caja Rural-Seguros RGA \| + 0 s \| \| 9e \| Garikoitz Bravo \| Espagne \| Euskadi Basque Country-Murias \| + 0 s \| \| 10e \| Luis Ángel Maté \| Espagne \| Cofidis, Solutions Crédits \| + 0 s \| |                      |         |                               |                 |
| |                      |         |                               |                 |
| Source : ProCyclingStats |                      |         |                               |                 |
| Classement de l'étape |                      |         |                               |                 |
| Coureur | Coureur              | Pays    | Équipe                        | Temps           |
| 1er | Arnaud Démare        | France  | Groupama-FDJ                  | 3 h 35 min 57 s |
| 2e | Sacha Modolo         | Italie  | EF Education First            | + 0 s           |
| 3e | Julien Simon         | France  | Cofidis, Solutions Crédits    | + 0 s           |
| 4e | David González López | Espagne | Caja Rural-Seguros RGA        | + 0 s           |
| 5e | José Joaquín Rojas   | Espagne | Movistar Team                 | + 0 s           |
| 6e | Anthony Maldonado    | France  | Saint Michel-Auber 93         | + 0 s           |
| 7e | Julien El Fares      | France  | Delko Marseille Provence      | + 0 s           |
| 8e | Sergey Chernetskiy   | Russie  | Caja Rural-Seguros RGA        | + 0 s           |
| 9e | Garikoitz Bravo      | Espagne | Euskadi Basque Country-Murias | + 0 s           |
| 10e | Luis Ángel Maté      | Espagne | Cofidis, Solutions Crédits    | + 0 s           |

## Classements finals

### Classement général final
| \| Classement général \| Classement général \| Classement général \| Classement général \| Classement général \| \| Coureur \| Coureur \| Pays \| Équipe \| Temps \| \| ------------------ \| ---------------------------- \| ------------------ \| ----------------------------- \| ------------------ \| \| 1er \| Alejandro Valverde \| Espagne \| Movistar Team \| 18 h 04 min 42 s \| \| 2e \| Iván Sosa \| Colombie \| Team Ineos \| + 8 s \| \| 3e \| Rigoberto Urán \| Colombie \| EF Education First \| + 17 s \| \| 4e \| Tony Gallopin \| France \| AG2R La Mondiale \| + 42 s \| \| 5e \| Eddie Dunbar \| Irlande \| Team Ineos \| + 45 s \| \| 6e \| Giovanni Carboni \| Italie \| Bardiani CSF \| + 1 min 30 s \| \| 7e \| Joe Dombrowski \| États-Unis \| EF Education First \| + 1 min 48 s \| \| 8e \| Pavel Sivakov \| Russie \| Team Ineos \| + 2 min 26 s \| \| 9e \| Nans Peters \| France \| AG2R La Mondiale \| + 2 min 32 s \| \| 10e \| Óscar Rodríguez Garaicoechea \| Espagne \| Euskadi Basque Country-Murias \| + 2 min 42 s \| |                              |            |                               |                  |
| |                              |            |                               |                  |
| |                              |            |                               |                  |
| Classement général |                              |            |                               |                  |
| Coureur | Coureur                      | Pays       | Équipe                        | Temps            |
| 1er | Alejandro Valverde           | Espagne    | Movistar Team                 | 18 h 04 min 42 s |
| 2e | Iván Sosa                    | Colombie   | Team Ineos                    | + 8 s            |
| 3e | Rigoberto Urán               | Colombie   | EF Education First            | + 17 s           |
| 4e | Tony Gallopin                | France     | AG2R La Mondiale              | + 42 s           |
| 5e | Eddie Dunbar                 | Irlande    | Team Ineos                    | + 45 s           |
| 6e | Giovanni Carboni             | Italie     | Bardiani CSF                  | + 1 min 30 s     |
| 7e | Joe Dombrowski               | États-Unis | EF Education First            | + 1 min 48 s     |
| 8e | Pavel Sivakov                | Russie     | Team Ineos                    | + 2 min 26 s     |
| 9e | Nans Peters                  | France     | AG2R La Mondiale              | + 2 min 32 s     |
| 10e | Óscar Rodríguez Garaicoechea | Espagne    | Euskadi Basque Country-Murias | + 2 min 42 s     |

### Classements annexes finals
| Classement par points | Classement par points | Classement par points | Classement par points      | Classement par points |
| Coureur               | Coureur               | Pays                  | Équipe                     | Points                |
| --------------------- | --------------------- | --------------------- | -------------------------- | --------------------- |
| 1er                   | Arnaud Démare         | France                | Groupama-FDJ               | 40 pts                |
| 2e                    | Alejandro Valverde    | Espagne               | Movistar Team              | 32 pts                |
| 3e                    | Sacha Modolo          | Italie                | EF Education First         | 30 pts                |
| 4e                    | David González López  | Espagne               | Caja Rural-Seguros RGA     | 24 pts                |
| 6e                    | Iván Sosa             | Colombie              | Team Ineos                 | 20 pts                |
| 7e                    | José Joaquín Rojas    | Espagne               | Movistar Team              | 20 pts                |
| 8e                    | Rigoberto Urán        | Colombie              | EF Education First         | 18 pts                |
| 9e                    | Christopher Lawless   | Royaume-Uni           | Team Ineos                 | 17 pts                |
| 10e                   | Julien Simon          | France                | Cofidis, Solutions Crédits | 15 pts                |

| Classement par points | Classement par points | Classement par points | Classement par points      | Classement par points |
| Coureur               | Coureur               | Pays                  | Équipe                     | Points                |
| --------------------- | --------------------- | --------------------- | -------------------------- | --------------------- |
| 1er                   | Arnaud Démare         | France                | Groupama-FDJ               | 40 pts                |
| 2e                    | Alejandro Valverde    | Espagne               | Movistar Team              | 32 pts                |
| 3e                    | Sacha Modolo          | Italie                | EF Education First         | 30 pts                |
| 4e                    | David González López  | Espagne               | Caja Rural-Seguros RGA     | 24 pts                |
| 6e                    | Iván Sosa             | Colombie              | Team Ineos                 | 20 pts                |
| 7e                    | José Joaquín Rojas    | Espagne               | Movistar Team              | 20 pts                |
| 8e                    | Rigoberto Urán        | Colombie              | EF Education First         | 18 pts                |
| 9e                    | Christopher Lawless   | Royaume-Uni           | Team Ineos                 | 17 pts                |
| 10e                   | Julien Simon          | France                | Cofidis, Solutions Crédits | 15 pts                |

| Classement de la montagne | Classement de la montagne    | Classement de la montagne | Classement de la montagne     | Classement de la montagne |
| Coureur                   | Coureur                      | Pays                      | Équipe                        | Points                    |
| ------------------------- | ---------------------------- | ------------------------- | ----------------------------- | ------------------------- |
| 1er                       | Óscar Rodríguez Garaicoechea | Espagne                   | Euskadi Basque Country-Murias | 22 pts                    |
| 2e                        | Stéphane Rossetto            | France                    | Cofidis, Solutions Crédits    | 19 pts                    |
| 3e                        | Alejandro Valverde           | Espagne                   | Movistar Team                 | 19 pts                    |
| 4e                        | Loïc Chetout                 | France                    | Cofidis, Solutions Crédits    | 18 pts                    |
| 5e                        | Nans Peters                  | France                    | AG2R La Mondiale              | 16 pts                    |
| 6e                        | Iván Sosa                    | Colombie                  | Team Ineos                    | 12 pts                    |
| 7e                        | Rigoberto Urán               | Colombie                  | EF Education First            | 12 pts                    |
| 8e                        | Hernán Aguirre               | Colombie                  | Interpro Cycling Academy      | 12 pts                    |
| 9e                        | Sergio Samitier              | Espagne                   | Euskadi Basque Country-Murias | 11 pts                    |
| 10e                       | Pierre Rolland               | France                    | Vital Concept-B&B Hotels      | 10 pts                    |

| Classement de la montagne | Classement de la montagne    | Classement de la montagne | Classement de la montagne     | Classement de la montagne |
| Coureur                   | Coureur                      | Pays                      | Équipe                        | Points                    |
| ------------------------- | ---------------------------- | ------------------------- | ----------------------------- | ------------------------- |
| 1er                       | Óscar Rodríguez Garaicoechea | Espagne                   | Euskadi Basque Country-Murias | 22 pts                    |
| 2e                        | Stéphane Rossetto            | France                    | Cofidis, Solutions Crédits    | 19 pts                    |
| 3e                        | Alejandro Valverde           | Espagne                   | Movistar Team                 | 19 pts                    |
| 4e                        | Loïc Chetout                 | France                    | Cofidis, Solutions Crédits    | 18 pts                    |
| 5e                        | Nans Peters                  | France                    | AG2R La Mondiale              | 16 pts                    |
| 6e                        | Iván Sosa                    | Colombie                  | Team Ineos                    | 12 pts                    |
| 7e                        | Rigoberto Urán               | Colombie                  | EF Education First            | 12 pts                    |
| 8e                        | Hernán Aguirre               | Colombie                  | Interpro Cycling Academy      | 12 pts                    |
| 9e                        | Sergio Samitier              | Espagne                   | Euskadi Basque Country-Murias | 11 pts                    |
| 10e                       | Pierre Rolland               | France                    | Vital Concept-B&B Hotels      | 10 pts                    |

| Classement du meilleur jeune | Classement du meilleur jeune | Classement du meilleur jeune | Classement du meilleur jeune  | Classement du meilleur jeune |
| Coureur                      | Coureur                      | Pays                         | Équipe                        | Temps                        |
| ---------------------------- | ---------------------------- | ---------------------------- | ----------------------------- | ---------------------------- |
| 1er                          | Iván Sosa                    | Colombie                     | Team Ineos                    | 18 h 04 min 50 s             |
| 2e                           | Eddie Dunbar                 | Irlande                      | Team Ineos                    | + 37 s                       |
| 3e                           | Giovanni Carboni             | Italie                       | Bardiani CSF                  | + 1 min 22 s                 |
| 4e                           | Pavel Sivakov                | Russie                       | Team Ineos                    | + 2 min 18 s                 |
| 5e                           | Nans Peters                  | France                       | AG2R La Mondiale              | + 2 min 24 s                 |
| 6e                           | Óscar Rodríguez Garaicoechea | Espagne                      | Euskadi Basque Country-Murias | + 2 min 34 s                 |
| 7e                           | Valentin Madouas             | France                       | Groupama-FDJ                  | + 2 min 37 s                 |
| 8e                           | Alex Aranburu                | Espagne                      | Caja Rural-Seguros RGA        | + 3 min 14 s                 |
| 9e                           | Élie Gesbert                 | France                       | Arkéa-Samsic                  | + 4 min 44 s                 |
| 10e                          | Cristian Rodríguez           | Espagne                      | Caja Rural-Seguros RGA        | + 7 min 17 s                 |

| Classement du meilleur jeune | Classement du meilleur jeune | Classement du meilleur jeune | Classement du meilleur jeune  | Classement du meilleur jeune |
| Coureur                      | Coureur                      | Pays                         | Équipe                        | Temps                        |
| ---------------------------- | ---------------------------- | ---------------------------- | ----------------------------- | ---------------------------- |
| 1er                          | Iván Sosa                    | Colombie                     | Team Ineos                    | 18 h 04 min 50 s             |
| 2e                           | Eddie Dunbar                 | Irlande                      | Team Ineos                    | + 37 s                       |
| 3e                           | Giovanni Carboni             | Italie                       | Bardiani CSF                  | + 1 min 22 s                 |
| 4e                           | Pavel Sivakov                | Russie                       | Team Ineos                    | + 2 min 18 s                 |
| 5e                           | Nans Peters                  | France                       | AG2R La Mondiale              | + 2 min 24 s                 |
| 6e                           | Óscar Rodríguez Garaicoechea | Espagne                      | Euskadi Basque Country-Murias | + 2 min 34 s                 |
| 7e                           | Valentin Madouas             | France                       | Groupama-FDJ                  | + 2 min 37 s                 |
| 8e                           | Alex Aranburu                | Espagne                      | Caja Rural-Seguros RGA        | + 3 min 14 s                 |
| 9e                           | Élie Gesbert                 | France                       | Arkéa-Samsic                  | + 4 min 44 s                 |
| 10e                          | Cristian Rodríguez           | Espagne                      | Caja Rural-Seguros RGA        | + 7 min 17 s                 |

| Classement par équipes | Classement par équipes        | Classement par équipes | Classement par équipes |
| Équipe                 | Équipe                        | Pays                   | Temps                  |
| ---------------------- | ----------------------------- | ---------------------- | ---------------------- |
| 1re                    | Ineos                         | Royaume-Uni            | 54 h 17 min 44 s       |
| 2e                     | AG2R La Mondiale              | France                 | + 6 min 09 s           |
| 3e                     | Euskadi Basque Country-Murias | Espagne                | + 15 min 13 s          |
| 4e                     | Movistar Team                 | Espagne                | + 18 min 20 s          |
| 5e                     | Caja Rural-Seguros RGA        | Espagne                | + 18 min 40 s          |
| 6e                     | Bardiani CSF                  | Italie                 | + 21 min 27 s          |
| 7e                     | Delko-Marseille Provence      | France                 | + 24 min 30 s          |
| 8e                     | Interpro Cycling Academy      | Japon                  | + 26 min 12 s          |
| 9e                     | EF Education First            | États-Unis             | + 28 min 39 s          |
| 10e                    | Cofidis, Solutions Crédits    | France                 | + 39 min 28 s          |

| Classement par équipes | Classement par équipes        | Classement par équipes | Classement par équipes |
| Équipe                 | Équipe                        | Pays                   | Temps                  |
| ---------------------- | ----------------------------- | ---------------------- | ---------------------- |
| 1re                    | Ineos                         | Royaume-Uni            | 54 h 17 min 44 s       |
| 2e                     | AG2R La Mondiale              | France                 | + 6 min 09 s           |
| 3e                     | Euskadi Basque Country-Murias | Espagne                | + 15 min 13 s          |
| 4e                     | Movistar Team                 | Espagne                | + 18 min 20 s          |
| 5e                     | Caja Rural-Seguros RGA        | Espagne                | + 18 min 40 s          |
| 6e                     | Bardiani CSF                  | Italie                 | + 21 min 27 s          |
| 7e                     | Delko-Marseille Provence      | France                 | + 24 min 30 s          |
| 8e                     | Interpro Cycling Academy      | Japon                  | + 26 min 12 s          |
| 9e                     | EF Education First            | États-Unis             | + 28 min 39 s          |
| 10e                    | Cofidis, Solutions Crédits    | France                 | + 39 min 28 s          |

## Classements UCI
La course attribue le même nombre de points pour l'UCI Europe Tour 2019 et le Classement mondial UCI (pour tous les coureurs), avec le barème suivant :
| Position           | 1er | 2e | 3e | 4e | 5e | 6e | 7e | 8e | 9e | 10e | 11e | 12e | 13e à 15e | 16e à 25e |
| Classement général | 125 | 85 | 70 | 60 | 50 | 40 | 35 | 30 | 25 | 20  | 15  | 10  | 5         | 3         |
| Par étapes         | 14  | 5  | 3  |    |    |    |    |    |    |     |     |     |           |           |
| Leader             | 3   |    |    |    |    |    |    |    |    |     |     |     |           |           |

## Évolution des classements
| Étape              | Vainqueur          | Classement général | Classement par points | Classement de la montagne | Classement du meilleur jeune | Classement par équipes |
| ------------------ | ------------------ | ------------------ | --------------------- | ------------------------- | ---------------------------- | ---------------------- |
| 1                  | Alejandro Valverde | Alejandro Valverde | Alejandro Valverde    | Loïc Chetout              | Eddie Dunbar                 | Ineos                  |
| 2                  | Arnaud Démare      | Alejandro Valverde | Arnaud Démare         | Loïc Chetout              | Eddie Dunbar                 | Ineos                  |
| 3                  | Iván Sosa          | Alejandro Valverde | Alejandro Valverde    | Óscar Rodríguez           | Iván Sosa                    | Ineos                  |
| 4                  | Arnaud Démare      | Alejandro Valverde | Arnaud Démare         | Óscar Rodríguez           | Iván Sosa                    | Ineos                  |
| Classements finals | Classements finals | Alejandro Valverde | Arnaud Démare         | Óscar Rodríguez           | Iván Sosa                    | Ineos                  |

## Liste des participants
- Liste de départ complète

| Movistar Team MOV | Movistar Team MOV        | Movistar Team MOV |
| ----------------- | ------------------------ | ----------------- |
| Num               | Coureur                  | Pos               |
| 1                 | Alejandro Valverde (ESP) |                   |
| 2                 | Jorge Arcas (ESP)        |                   |
| 3                 | Jaime Castrillo (ESP)    |                   |
| 4                 | Antonio Pedrero (ESP)    |                   |
| 5                 | Eduard Prades (ESP)      |                   |
| 6                 | José Joaquín Rojas (ESP) |                   |
| 7                 | Rafael Valls (ESP)       |                   |

| Cofidis, Solutions Crédits COF | Cofidis, Solutions Crédits COF | Cofidis, Solutions Crédits COF |
| ------------------------------ | ------------------------------ | ------------------------------ |
| Num                            | Coureur                        | Pos                            |
| 11                             | Darwin Atapuma (COL)           |                                |
| 12                             | Jesús Herrada (ESP)            |                                |
| 13                             | Loïc Chetout (FRA)             |                                |
| 14                             | Mathias Le Turnier (FRA)       |                                |
| 15                             | Luis Ángel Maté (ESP)          |                                |
| 16                             | Stéphane Rossetto (FRA)        |                                |
| 17                             | Julien Simon (FRA)             |                                |

| Team Ineos INS | Team Ineos INS            | Team Ineos INS |
| -------------- | ------------------------- | -------------- |
| Num            | Coureur                   | Pos            |
| 21             | Eddie Dunbar (IRL)        |                |
| 22             | Sebastián Henao (COL)     |                |
| 23             | Michał Gołaś (POL)        |                |
| 24             | Iván Sosa (COL)           |                |
| 25             | Christopher Lawless (GBR) |                |
| 26             | Christian Knees (GER)     |                |
| 27             | Pavel Sivakov (RUS)       |                |

| Groupama-FDJ GFC | Groupama-FDJ GFC       | Groupama-FDJ GFC |
| ---------------- | ---------------------- | ---------------- |
| Num              | Coureur                | Pos              |
| 31               | Arnaud Démare (FRA)    |                  |
| 32               | Mickaël Delage (FRA)   |                  |
| 33               | Olivier Le Gac (FRA)   |                  |
| 34               | Valentin Madouas (FRA) |                  |
| 35               | Romain Seigle (FRA)    |                  |
| 36               | Ramon Sinkeldam (NED)  |                  |
| 37               | Léo Vincent (FRA)      |                  |

| Caja Rural-Seguros RGA CJR | Caja Rural-Seguros RGA CJR | Caja Rural-Seguros RGA CJR |
| -------------------------- | -------------------------- | -------------------------- |
| Num                        | Coureur                    | Pos                        |
| 41                         | Sergio Pardilla (ESP)      |                            |
| 42                         | Cristian Rodríguez (ESP)   |                            |
| 43                         | David González López (ESP) |                            |
| 44                         | Julen Amézqueta (ESP)      |                            |
| 45                         | Sergey Chernetskiy (RUS)   |                            |
| 46                         | Álvaro Cuadros (ESP)       |                            |
| 47                         | Alex Aranburu (ESP)        |                            |

| AG2R La Mondiale ALM | AG2R La Mondiale ALM   | AG2R La Mondiale ALM |
| -------------------- | ---------------------- | -------------------- |
| Num                  | Coureur                | Pos                  |
| 51                   | Alexandre Geniez (FRA) |                      |
| 52                   | Tony Gallopin (FRA)    |                      |
| 53                   | Hubert Dupont (FRA)    |                      |
| 54                   | Julien Duval (FRA)     |                      |
| 55                   | Quentin Jauregui (FRA) |                      |
| 56                   | Clément Chevrier (FRA) |                      |
| 57                   | Nans Peters (FRA)      |                      |

| Natura4Ever-Roubaix Lille Métropole NRL | Natura4Ever-Roubaix Lille Métropole NRL | Natura4Ever-Roubaix Lille Métropole NRL |
| --------------------------------------- | --------------------------------------- | --------------------------------------- |
| Num                                     | Coureur                                 | Pos                                     |
| 61                                      | Thibault Ferasse (FRA)                  |                                         |
| 62                                      | Emiel Vermeulen (BEL)                   |                                         |
| 63                                      | Tom Dernies (BEL)                       |                                         |
| 64                                      | Pierre Gouault (FRA)                    |                                         |
| 66                                      | Pierre Idjouadiene (FRA)                |                                         |
| 67                                      | Thomas Vaubourzeix (FRA)                |                                         |

| Arkéa-Samsic PCB | Arkéa-Samsic PCB       | Arkéa-Samsic PCB |
| ---------------- | ---------------------- | ---------------- |
| Num              | Coureur                | Pos              |
| 71               | Élie Gesbert (FRA)     |                  |
| 72               | Brice Feillu (FRA)     |                  |
| 73               | Laurent Pichon (FRA)   |                  |
| 74               | Franck Bonnamour (FRA) |                  |
| 75               | Maxime Daniel (FRA)    |                  |
| 77               | Amaël Moinard (FRA)    |                  |

| Delko Marseille Provence DMP | Delko Marseille Provence DMP | Delko Marseille Provence DMP |
| ---------------------------- | ---------------------------- | ---------------------------- |
| Num                          | Coureur                      | Pos                          |
| 81                           | Romain Combaud (FRA)         |                              |
| 82                           | Lucas De Rossi (FRA)         |                              |
| 83                           | Julien El Fares (FRA)        |                              |
| 84                           | Delio Fernández (ESP)        |                              |
| 85                           | Javier Moreno (ESP)          |                              |
| 86                           | Rémy Rochas (FRA)            |                              |
| 87                           | Evaldas Šiškevičius (LTU)    |                              |

| Euskadi Basque Country-Murias EUS | Euskadi Basque Country-Murias EUS  | Euskadi Basque Country-Murias EUS |
| --------------------------------- | ---------------------------------- | --------------------------------- |
| Num                               | Coureur                            | Pos                               |
| 91                                | Óscar Rodríguez Garaicoechea (ESP) |                                   |
| 92                                | Mikel Bizkarra (ESP)               |                                   |
| 93                                | Garikoitz Bravo (ESP)              |                                   |
| 94                                | Fernando Barceló (ESP)             |                                   |
| 95                                | Mikel Iturria (ESP)                |                                   |
| 96                                | Sergio Samitier (ESP)              |                                   |
| 97                                | Beñat Intxausti (ESP)              |                                   |

| Saint Michel-Auber 93 AUB | Saint Michel-Auber 93 AUB | Saint Michel-Auber 93 AUB |
| ------------------------- | ------------------------- | ------------------------- |
| Num                       | Coureur                   | Pos                       |
| 101                       | Nicolas Baldo (FRA)       |                           |
| 102                       | Kévin Le Cunff (FRA)      |                           |
| 103                       | Anthony Maldonado (FRA)   |                           |
| 104                       | Flavien Maurelet (FRA)    |                           |
| 105                       | Yoann Paillot (FRA)       |                           |
| 106                       | Camille Thominet (FRA)    |                           |
| 107                       | Morne van Niekerk (RSA)   |                           |

| Total Direct Énergie TDE | Total Direct Énergie TDE | Total Direct Énergie TDE |
| ------------------------ | ------------------------ | ------------------------ |
| Num                      | Coureur                  | Pos                      |
| 111                      | Romain Cardis (FRA)      |                          |
| 112                      | Yohann Gène (FRA)        |                          |
| 113                      | Jonathan Hivert (FRA)    |                          |
| 114                      | Bryan Nauleau (FRA)      |                          |
| 115                      | Perrig Quéméneur (FRA)   |                          |
| 116                      | Rein Taaramäe (EST)      |                          |
| 117                      | Angélo Tulik (FRA)       |                          |

| Vital Concept-B&B Hotels VCB | Vital Concept-B&B Hotels VCB | Vital Concept-B&B Hotels VCB |
| ---------------------------- | ---------------------------- | ---------------------------- |
| Num                          | Coureur                      | Pos                          |
| 121                          | Patrick Müller (SUI)         |                              |
| 122                          | Cyril Gautier (FRA)          |                              |
| 123                          | Lorrenzo Manzin (FRA)        |                              |
| 124                          | Justin Mottier (FRA)         |                              |
| 125                          | Quentin Pacher (FRA)         |                              |
| 126                          | Pierre Rolland (FRA)         |                              |
| 127                          | Arthur Vichot (FRA)          |                              |

| Bike Aid BAI | Bike Aid BAI           | Bike Aid BAI |
| ------------ | ---------------------- | ------------ |
| Num          | Coureur                | Pos          |
| 132          | Lucas Carstensen (GER) |              |
| 133          | Mekseb Debesay (ERI)   |              |
| 134          | Aaron Grosser (GER)    |              |
| 135          | Nikodemus Holler (GER) |              |
| 136          | Adne van Engelen (NED) |              |
| 137          | Justin Wolf (GER)      |              |

| EF Education First EF1 | EF Education First EF1    | EF Education First EF1 |
| ---------------------- | ------------------------- | ---------------------- |
| Num                    | Coureur                   | Pos                    |
| 141                    | Rigoberto Urán (COL)      |                        |
| 142                    | Sebastian Langeveld (NED) |                        |
| 143                    | Joe Dombrowski (USA)      |                        |
| 144                    | Moreno Hofland (NED)      |                        |
| 145                    | Sacha Modolo (ITA)        |                        |
| 146                    | James Whelan (AUS)        |                        |
| 147                    | Sean Bennett (USA)        |                        |

| Israel Cycling Academy ICA | Israel Cycling Academy ICA | Israel Cycling Academy ICA |
| -------------------------- | -------------------------- | -------------------------- |
| Num                        | Coureur                    | Pos                        |
| 151                        | Edwin Ávila (COL)          |                            |
| 152                        | Clément Carisey (FRA)      |                            |
| 153                        | Daniel Turek (CZE)         |                            |
| 155                        | Guy Niv (ISR)              |                            |
| 156                        | Benjamin Perry (CAN)       |                            |

| Bardiani CSF BRD | Bardiani CSF BRD         | Bardiani CSF BRD |
| ---------------- | ------------------------ | ---------------- |
| Num              | Coureur                  | Pos              |
| 161              | Giovanni Carboni (ITA)   |                  |
| 162              | Michael Bresciani (ITA)  |                  |
| 163              | Luca Covili (ITA)        |                  |
| 164              | Alessandro Tonelli (ITA) |                  |
| 165              | Francesco Romano (ITA)   |                  |
| 166              | Luca Wackermann (ITA)    |                  |
| 167              | Manuel Senni (ITA)       |                  |

| Interpro Cycling Academy IPC | Interpro Cycling Academy IPC | Interpro Cycling Academy IPC |
| ---------------------------- | ---------------------------- | ---------------------------- |
| Num                          | Coureur                      | Pos                          |
| 171                          | Evan Clouse (USA)            |                              |
| 172                          | Gauthier Navarro (FRA)       |                              |
| 173                          | David Casanovas (ESP)        |                              |
| 174                          | Pablo Torres Muiño (ESP)     |                              |
| 175                          | Florian Hudry (FRA)          |                              |
| 176                          | Adrien Guillonnet (FRA)      |                              |
| 177                          | Hernán Aguirre (COL)         |                              |

| Movistar Team MOV | Movistar Team MOV        | Movistar Team MOV |
| ----------------- | ------------------------ | ----------------- |
| Num               | Coureur                  | Pos               |
| 1                 | Alejandro Valverde (ESP) |                   |
| 2                 | Jorge Arcas (ESP)        |                   |
| 3                 | Jaime Castrillo (ESP)    |                   |
| 4                 | Antonio Pedrero (ESP)    |                   |
| 5                 | Eduard Prades (ESP)      |                   |
| 6                 | José Joaquín Rojas (ESP) |                   |
| 7                 | Rafael Valls (ESP)       |                   |

| Cofidis, Solutions Crédits COF | Cofidis, Solutions Crédits COF | Cofidis, Solutions Crédits COF |
| ------------------------------ | ------------------------------ | ------------------------------ |
| Num                            | Coureur                        | Pos                            |
| 11                             | Darwin Atapuma (COL)           |                                |
| 12                             | Jesús Herrada (ESP)            |                                |
| 13                             | Loïc Chetout (FRA)             |                                |
| 14                             | Mathias Le Turnier (FRA)       |                                |
| 15                             | Luis Ángel Maté (ESP)          |                                |
| 16                             | Stéphane Rossetto (FRA)        |                                |
| 17                             | Julien Simon (FRA)             |                                |

| Team Ineos INS | Team Ineos INS            | Team Ineos INS |
| -------------- | ------------------------- | -------------- |
| Num            | Coureur                   | Pos            |
| 21             | Eddie Dunbar (IRL)        |                |
| 22             | Sebastián Henao (COL)     |                |
| 23             | Michał Gołaś (POL)        |                |
| 24             | Iván Sosa (COL)           |                |
| 25             | Christopher Lawless (GBR) |                |
| 26             | Christian Knees (GER)     |                |
| 27             | Pavel Sivakov (RUS)       |                |

| Groupama-FDJ GFC | Groupama-FDJ GFC       | Groupama-FDJ GFC |
| ---------------- | ---------------------- | ---------------- |
| Num              | Coureur                | Pos              |
| 31               | Arnaud Démare (FRA)    |                  |
| 32               | Mickaël Delage (FRA)   |                  |
| 33               | Olivier Le Gac (FRA)   |                  |
| 34               | Valentin Madouas (FRA) |                  |
| 35               | Romain Seigle (FRA)    |                  |
| 36               | Ramon Sinkeldam (NED)  |                  |
| 37               | Léo Vincent (FRA)      |                  |

| Caja Rural-Seguros RGA CJR | Caja Rural-Seguros RGA CJR | Caja Rural-Seguros RGA CJR |
| -------------------------- | -------------------------- | -------------------------- |
| Num                        | Coureur                    | Pos                        |
| 41                         | Sergio Pardilla (ESP)      |                            |
| 42                         | Cristian Rodríguez (ESP)   |                            |
| 43                         | David González López (ESP) |                            |
| 44                         | Julen Amézqueta (ESP)      |                            |
| 45                         | Sergey Chernetskiy (RUS)   |                            |
| 46                         | Álvaro Cuadros (ESP)       |                            |
| 47                         | Alex Aranburu (ESP)        |                            |

| AG2R La Mondiale ALM | AG2R La Mondiale ALM   | AG2R La Mondiale ALM |
| -------------------- | ---------------------- | -------------------- |
| Num                  | Coureur                | Pos                  |
| 51                   | Alexandre Geniez (FRA) |                      |
| 52                   | Tony Gallopin (FRA)    |                      |
| 53                   | Hubert Dupont (FRA)    |                      |
| 54                   | Julien Duval (FRA)     |                      |
| 55                   | Quentin Jauregui (FRA) |                      |
| 56                   | Clément Chevrier (FRA) |                      |
| 57                   | Nans Peters (FRA)      |                      |

| Natura4Ever-Roubaix Lille Métropole NRL | Natura4Ever-Roubaix Lille Métropole NRL | Natura4Ever-Roubaix Lille Métropole NRL |
| --------------------------------------- | --------------------------------------- | --------------------------------------- |
| Num                                     | Coureur                                 | Pos                                     |
| 61                                      | Thibault Ferasse (FRA)                  |                                         |
| 62                                      | Emiel Vermeulen (BEL)                   |                                         |
| 63                                      | Tom Dernies (BEL)                       |                                         |
| 64                                      | Pierre Gouault (FRA)                    |                                         |
| 66                                      | Pierre Idjouadiene (FRA)                |                                         |
| 67                                      | Thomas Vaubourzeix (FRA)                |                                         |

| Arkéa-Samsic PCB | Arkéa-Samsic PCB       | Arkéa-Samsic PCB |
| ---------------- | ---------------------- | ---------------- |
| Num              | Coureur                | Pos              |
| 71               | Élie Gesbert (FRA)     |                  |
| 72               | Brice Feillu (FRA)     |                  |
| 73               | Laurent Pichon (FRA)   |                  |
| 74               | Franck Bonnamour (FRA) |                  |
| 75               | Maxime Daniel (FRA)    |                  |
| 77               | Amaël Moinard (FRA)    |                  |

| Delko Marseille Provence DMP | Delko Marseille Provence DMP | Delko Marseille Provence DMP |
| ---------------------------- | ---------------------------- | ---------------------------- |
| Num                          | Coureur                      | Pos                          |
| 81                           | Romain Combaud (FRA)         |                              |
| 82                           | Lucas De Rossi (FRA)         |                              |
| 83                           | Julien El Fares (FRA)        |                              |
| 84                           | Delio Fernández (ESP)        |                              |
| 85                           | Javier Moreno (ESP)          |                              |
| 86                           | Rémy Rochas (FRA)            |                              |
| 87                           | Evaldas Šiškevičius (LTU)    |                              |

| Euskadi Basque Country-Murias EUS | Euskadi Basque Country-Murias EUS  | Euskadi Basque Country-Murias EUS |
| --------------------------------- | ---------------------------------- | --------------------------------- |
| Num                               | Coureur                            | Pos                               |
| 91                                | Óscar Rodríguez Garaicoechea (ESP) |                                   |
| 92                                | Mikel Bizkarra (ESP)               |                                   |
| 93                                | Garikoitz Bravo (ESP)              |                                   |
| 94                                | Fernando Barceló (ESP)             |                                   |
| 95                                | Mikel Iturria (ESP)                |                                   |
| 96                                | Sergio Samitier (ESP)              |                                   |
| 97                                | Beñat Intxausti (ESP)              |                                   |

| Saint Michel-Auber 93 AUB | Saint Michel-Auber 93 AUB | Saint Michel-Auber 93 AUB |
| ------------------------- | ------------------------- | ------------------------- |
| Num                       | Coureur                   | Pos                       |
| 101                       | Nicolas Baldo (FRA)       |                           |
| 102                       | Kévin Le Cunff (FRA)      |                           |
| 103                       | Anthony Maldonado (FRA)   |                           |
| 104                       | Flavien Maurelet (FRA)    |                           |
| 105                       | Yoann Paillot (FRA)       |                           |
| 106                       | Camille Thominet (FRA)    |                           |
| 107                       | Morne van Niekerk (RSA)   |                           |

| Total Direct Énergie TDE | Total Direct Énergie TDE | Total Direct Énergie TDE |
| ------------------------ | ------------------------ | ------------------------ |
| Num                      | Coureur                  | Pos                      |
| 111                      | Romain Cardis (FRA)      |                          |
| 112                      | Yohann Gène (FRA)        |                          |
| 113                      | Jonathan Hivert (FRA)    |                          |
| 114                      | Bryan Nauleau (FRA)      |                          |
| 115                      | Perrig Quéméneur (FRA)   |                          |
| 116                      | Rein Taaramäe (EST)      |                          |
| 117                      | Angélo Tulik (FRA)       |                          |

| Vital Concept-B&B Hotels VCB | Vital Concept-B&B Hotels VCB | Vital Concept-B&B Hotels VCB |
| ---------------------------- | ---------------------------- | ---------------------------- |
| Num                          | Coureur                      | Pos                          |
| 121                          | Patrick Müller (SUI)         |                              |
| 122                          | Cyril Gautier (FRA)          |                              |
| 123                          | Lorrenzo Manzin (FRA)        |                              |
| 124                          | Justin Mottier (FRA)         |                              |
| 125                          | Quentin Pacher (FRA)         |                              |
| 126                          | Pierre Rolland (FRA)         |                              |
| 127                          | Arthur Vichot (FRA)          |                              |

| Bike Aid BAI | Bike Aid BAI           | Bike Aid BAI |
| ------------ | ---------------------- | ------------ |
| Num          | Coureur                | Pos          |
| 132          | Lucas Carstensen (GER) |              |
| 133          | Mekseb Debesay (ERI)   |              |
| 134          | Aaron Grosser (GER)    |              |
| 135          | Nikodemus Holler (GER) |              |
| 136          | Adne van Engelen (NED) |              |
| 137          | Justin Wolf (GER)      |              |

| EF Education First EF1 | EF Education First EF1    | EF Education First EF1 |
| ---------------------- | ------------------------- | ---------------------- |
| Num                    | Coureur                   | Pos                    |
| 141                    | Rigoberto Urán (COL)      |                        |
| 142                    | Sebastian Langeveld (NED) |                        |
| 143                    | Joe Dombrowski (USA)      |                        |
| 144                    | Moreno Hofland (NED)      |                        |
| 145                    | Sacha Modolo (ITA)        |                        |
| 146                    | James Whelan (AUS)        |                        |
| 147                    | Sean Bennett (USA)        |                        |

| Israel Cycling Academy ICA | Israel Cycling Academy ICA | Israel Cycling Academy ICA |
| -------------------------- | -------------------------- | -------------------------- |
| Num                        | Coureur                    | Pos                        |
| 151                        | Edwin Ávila (COL)          |                            |
| 152                        | Clément Carisey (FRA)      |                            |
| 153                        | Daniel Turek (CZE)         |                            |
| 155                        | Guy Niv (ISR)              |                            |
| 156                        | Benjamin Perry (CAN)       |                            |

| Bardiani CSF BRD | Bardiani CSF BRD         | Bardiani CSF BRD |
| ---------------- | ------------------------ | ---------------- |
| Num              | Coureur                  | Pos              |
| 161              | Giovanni Carboni (ITA)   |                  |
| 162              | Michael Bresciani (ITA)  |                  |
| 163              | Luca Covili (ITA)        |                  |
| 164              | Alessandro Tonelli (ITA) |                  |
| 165              | Francesco Romano (ITA)   |                  |
| 166              | Luca Wackermann (ITA)    |                  |
| 167              | Manuel Senni (ITA)       |                  |

| Interpro Cycling Academy IPC | Interpro Cycling Academy IPC | Interpro Cycling Academy IPC |
| ---------------------------- | ---------------------------- | ---------------------------- |
| Num                          | Coureur                      | Pos                          |
| 171                          | Evan Clouse (USA)            |                              |
| 172                          | Gauthier Navarro (FRA)       |                              |
| 173                          | David Casanovas (ESP)        |                              |
| 174                          | Pablo Torres Muiño (ESP)     |                              |
| 175                          | Florian Hudry (FRA)          |                              |
| 176                          | Adrien Guillonnet (FRA)      |                              |
| 177                          | Hernán Aguirre (COL)         |                              |